# Mareth-Linie

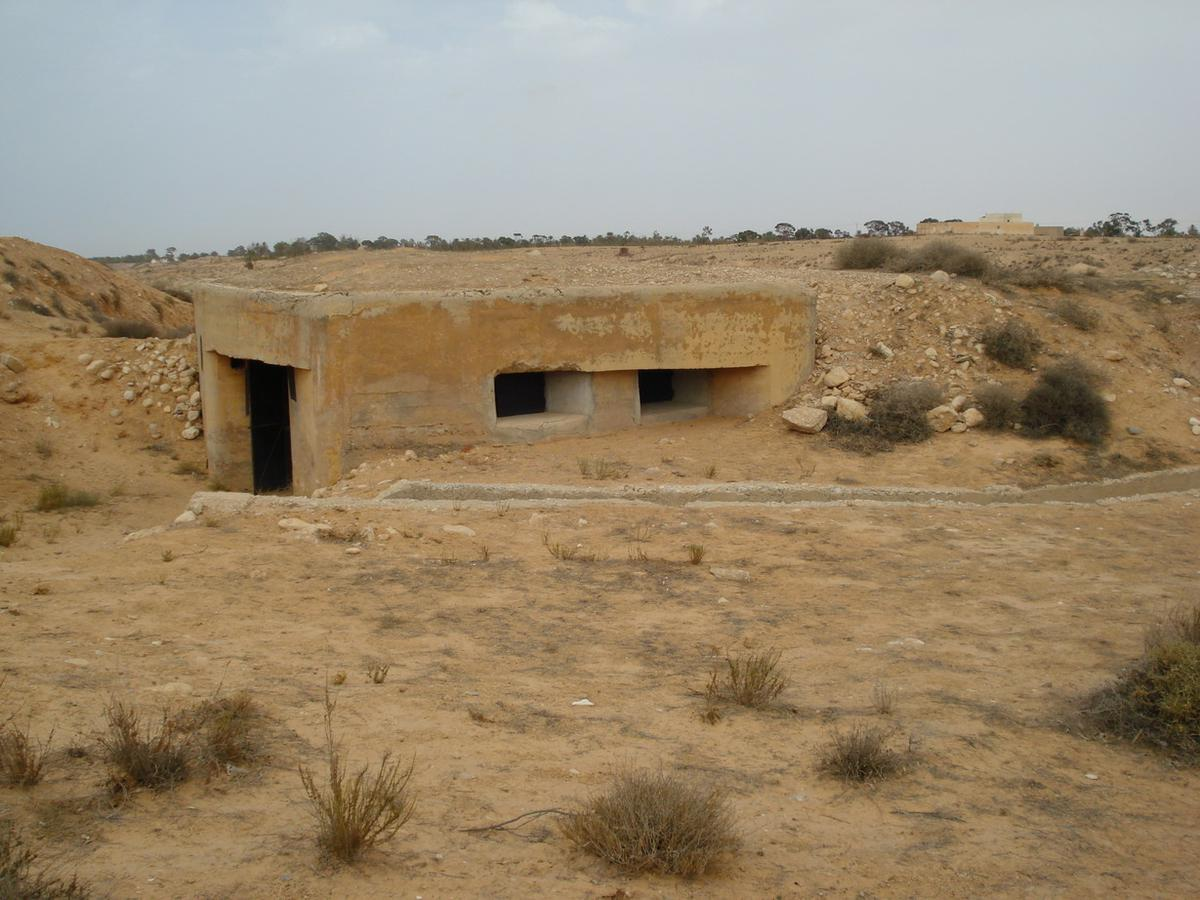
Infanteriebunker der Mareth-Line

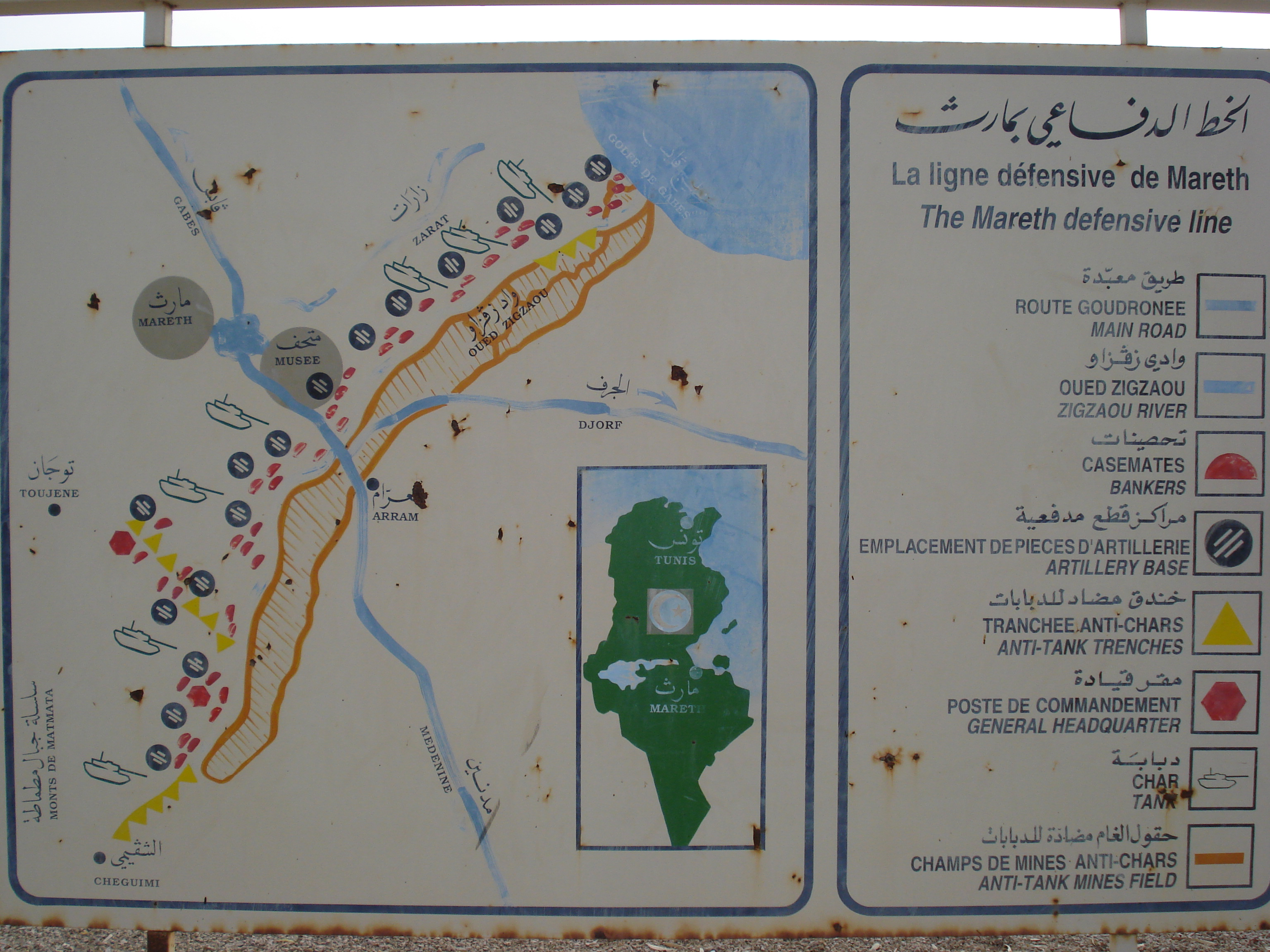
Schema der Befestigungen

Die Mareth-Linie (auch Gabeslinie) war eine Festungslinie in Südtunesien zwischen den Städten Medenine und Gabès, südlich des namensgebenden Mareth.
Sie war in den Jahren 1936 bis 1939 von der französischen Kolonialmacht erbaut worden und diente ursprünglich dem Schutz Tunesiens vor einem Angriff aus dem italienisch besetzten Libyen. Die Linie von ungefähr 35 Kilometer Länge war im Südwesten an die 800 Meter hohen Matmata-Höhen angelehnt, welche für Radfahrzeuge unpassierbar waren, und stieß im Nordosten an das Mittelmeer. Vor der Stellung stellte das Wadi Zigzaou ein natürliches Hindernis für Panzerfahrzeuge dar. Die Stellung selbst bestand aus einer Reihe Betonbunkern, Geschützstellungen, Minenfeldern und Drahtsperren.
In den ersten Jahren des Afrikafeldzuges während des Zweiten Weltkrieges spielte die Mareth-Linie keine Rolle. Nach der Niederlage Frankreichs wurde sie seit 1940 nicht mehr ausgebaut und begann zu verfallen. Nach der Niederlage der deutsch-italienischen Panzerarmee Afrika in der Schlacht bei El Alamein (3. Oktober 1942 bis 10. November 1942) begannen sich die Achsenstreitkräfte nach Tripolitanien zurückzuziehen. Dort konnten sie sich nur bis Mitte Dezember halten und wichen dann vor der britischen 8. Armee in Richtung Tunesien aus. Bis zum 15. Februar 1943 hatte die Panzerarmee Afrika ihre verbliebenen Kräfte zur Mareth-Linie gebracht. Als ihr Befehlshaber, Generalfeldmarschall Erwin Rommel, die Stellung besichtigte, zeigte er sich wenig optimistisch. Seiner Ansicht nach war sie zu schwach und konnte im Westen umgangen werden (nach dem Historiker Basil Liddell Hart bestand sie hinter dem Wadi nur noch aus Bunkern, die man mit Schützengräben verbunden hatte; Winston Churchill bezeichnete sie später hingegen als „hervorragend ausgebaut“). Er regte den Ausbau einer Stellung am Wadi Akarit 60 Kilometer weiter nördlich an. Doch das italienische Comando Supremo untersagte weitere Absetzbewegungen und übergab das Kommando über die Armee (nunmehr italienische 1. Armee) an den italienischen General Giovanni Messe, der sich in der Mareth-Linie zur Verteidigung einrichtete.
Die Operationen der britischen 8. Armee zur Überwindung der Mareth-Linie begannen am 19. März 1943 (Schlacht um die Mareth-Linie). Neben frontalen Angriffen umgingen britische Truppen die Matmata-Höhen im Südwesten und bedrohten nach einem Durchbruch die Rückzugslinie der Achsenstreitkräfte. Letztere räumten die Mareth-Linie am 27. März und zogen sich bis zum Wadi Akarit zurück.